# Заступник комісара столичної поліції Лондона

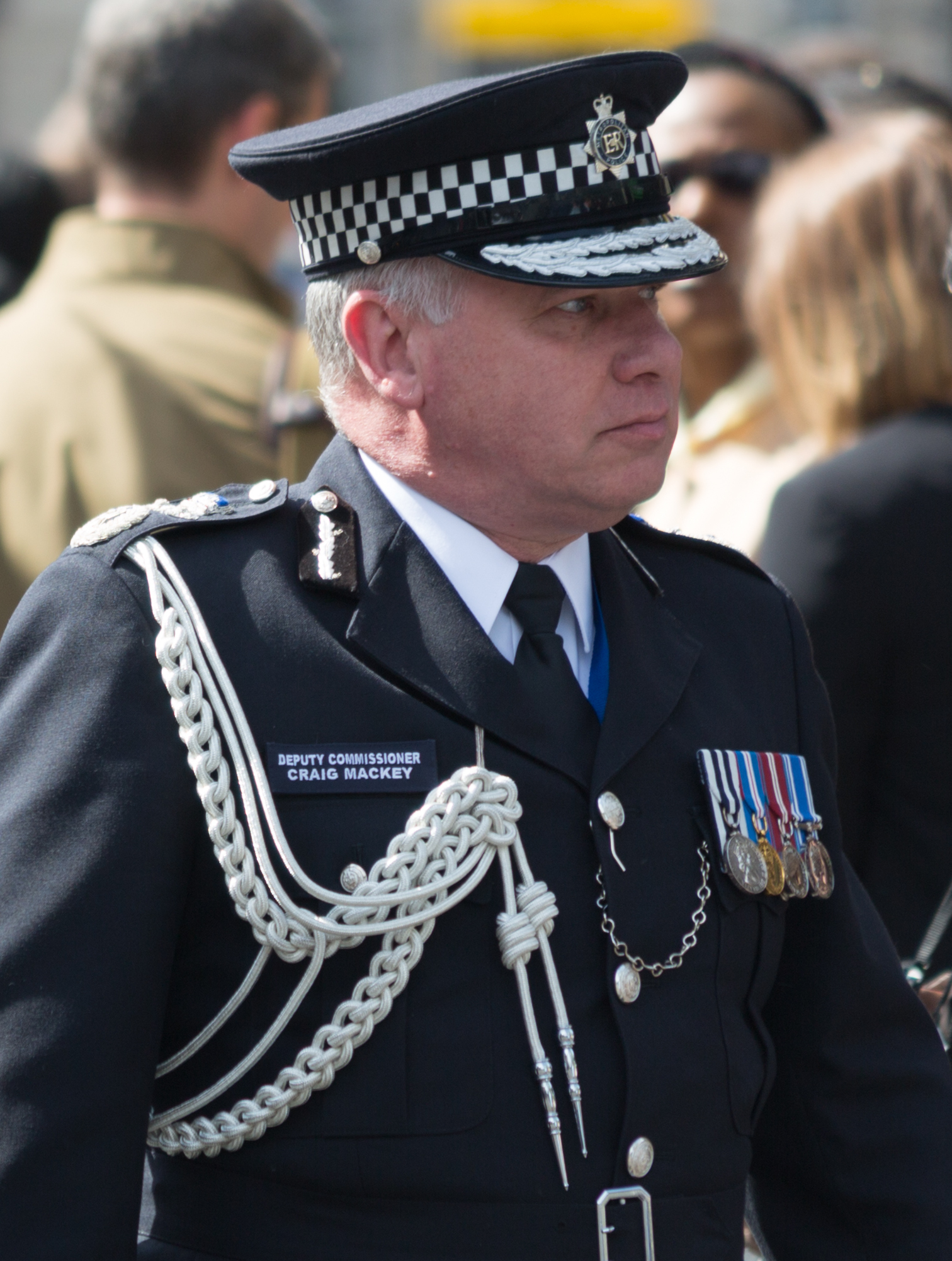
Заступник комісара Столичної поліції (2012—2018) сер Крейг Маккой в однострої з відповідними знаками розрізнення

Заступник комісара столичної поліції Лондона (англ. Deputy Commissioner of Police of the Metropolis) — ранг у Столичної поліції Великої Британії, є другим командувачем поліції Лондона (за виключенням поліції Сіті).
Звання заступника комісара вище ніж помічник комісара, та нижче ніж комісар поліції.

## Історія
Звання заступника комісара було офіційно встановлено окремим званням в 1931 році. Помічник комісара «А» протягом декількох років виступав заступником «фактично» та отримав титул ввічливості заступника комісара з 1922 року.

## Знаки розрізнення

Знаки розрізнення заступника комісара Столичної поліції Лондона

Знак рангу, який використовує заступник комісара, унікальний в британській поліції, він являє собою корону, над двома маленькими зірками Лазні, розміщеними горизонтально, вище перехрещених жезлів у лавровому вінку. Ці знаки розрізнення були введені у 2001 році, до цього заступник комісара носив такі самі знаки розрізнення, що і помічники комісару — корона святого Едуарда над перехрещеними жезлами у лавровому вінку.